# Tadeusz Toczek
Tadeusz Toczek (ur. 2 stycznia 1922 w Niemiłowie, zm. 14 października 2011 w Warszawie) – polski nauczyciel, poseł na Sejm PRL I, II, III, IV i V kadencji.

## Życiorys
Syn Walentego i Marii. W 1944 należał przez trzy miesiące do Batalionów Chłopskich. W 1945 przystąpił do Związku Nauczycielstwa Polskiego, obejmując początkowo funkcję sekretarza oddziału w Środzie Śląskiej. W 1947 wstąpił do Organizacji Młodzieży Towarzystwa Uniwersytetu Robotniczego oraz do Stronnictwa Ludowego, a także został nauczycielem w szkole podstawowej w Środzie Śląskiej, z której w 1948 przeniósł się do szkoły podstawowej w Malczycach, w latach 1949–1950 będąc jej kierownikiem. Działał jednocześnie także w Związku Samopomocy Chłopskiej.
W 1949 wraz z SL przystąpił do Zjednoczonego Stronnictwa Ludowego. Pełnił szereg funkcji w ZNP, dochodząc do stanowiska prezesa okręgu wrocławskiego (1959–1967) i wiceprezesa Zarządu Głównego (1967–1980). Liczne funkcje piastował również w ZSL, gdzie był m.in. wiceprzewodniczącym (1969–1971) i przewodniczącym (1971–1973) Głównej Komisji Rewizyjnej oraz członkiem (1973–1976) oraz zastępcą członka (1976–1980) Naczelnego Komitetu. Był wiceprzewodniczącym Towarzystwa Szkoły Świeckiej (1959–1965) i Społecznego Funduszu Budowy Szkół (1959–1967). Od 1957 do 1967 zasiadał w prezydium Wojewódzkiego Komitetu Frontu Jedności Narodu. W 1956 został absolwentem Wyższej Szkoły Partyjnej przy KC PZPR, a w 1968 uzyskał wykształcenie wyższe w Wyższej Szkole Nauk Społecznych przy KC PZPR.
W 1952, 1957, 1961, 1965 i 1969 uzyskiwał mandat posła na Sejm PRL. Od II do V kadencji zasiadał w Komisji Oświaty i Nauki (w trakcie V pełnił funkcję zastępcy przewodniczącego), od III do V w Komisji Pracy i Spraw Socjalnych (w trakcie II i III pełnił funkcję zastępcy przewodniczącego). Ponadto w trakcie I kadencji zasiadał w Komisji Administracji i Wymiaru Sprawiedliwości oraz w Komisji Spraw Ustawodawczych.
Został pochowany na Cmentarzu Komunalnym Północnym w Warszawie.

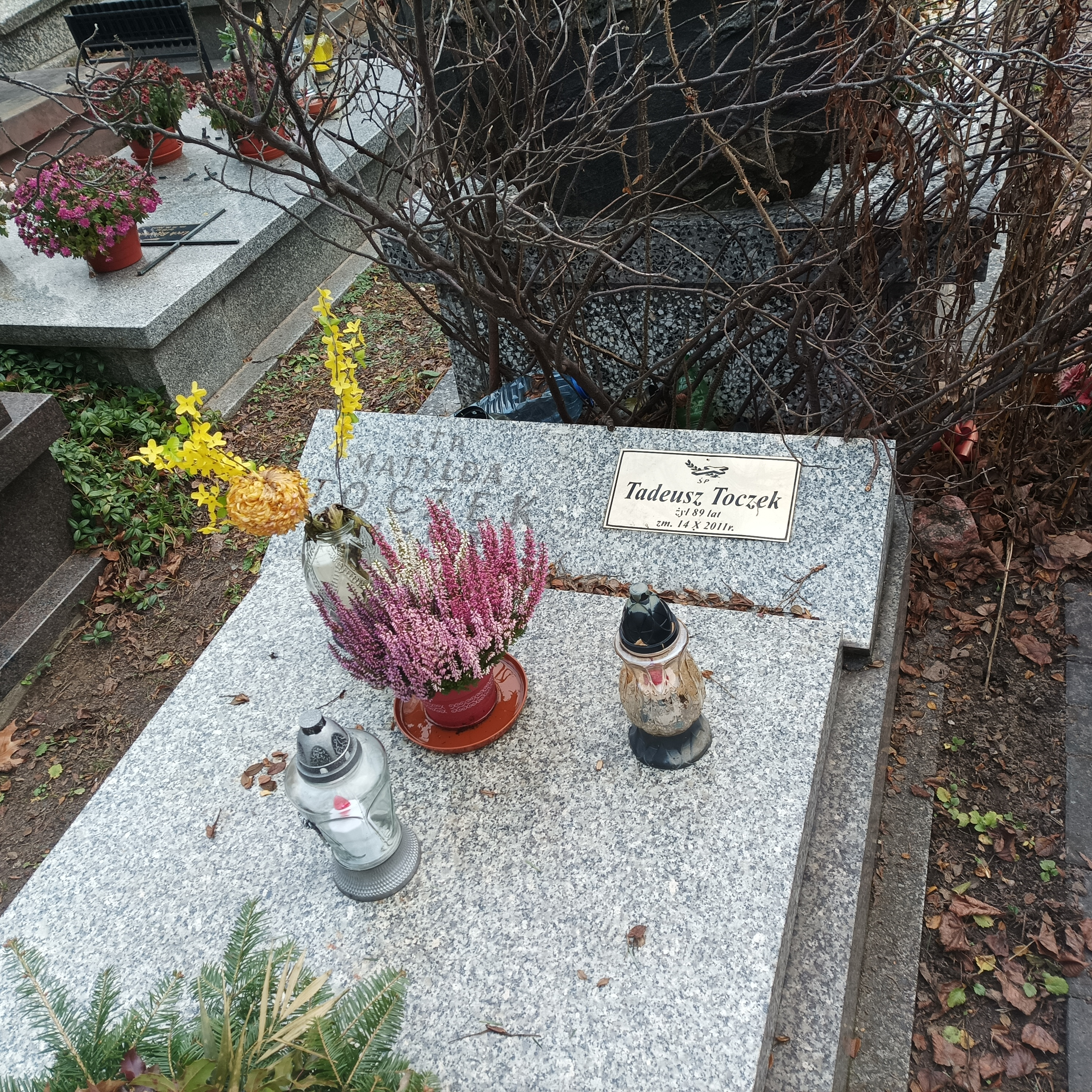
Grób Tadeusza Toczka na Cmentarzu Komunalnym Północnym w Warszawie

## Odznaczenia
- Krzyż Oficerski Orderu Odrodzenia Polski
- Krzyż Kawalerski Orderu Odrodzenia Polski (1955)[3]
- Medal 10-lecia Polski Ludowej (1955)[4]
- Odznaka 1000-lecia Państwa Polskiego
- Złota Odznaka ZNP